# Cain (groupe américain)
Pour les articles homonymes, voir Cain (homonymie).
Cain (stylisé en majuscules, CAIN) est un trio de musique chrétienne contemporaine composé des frères et sœurs Taylor, Madison et Logan Cain. Ils sont produits par le label Provident Label Group.

## Origine
Taylor, Madison et Logan Cain ont grandi en Alabama, où leur père est pasteur d'une église pentecôtiste. La carrière musicale du trio démarre très tôt lorsque, à l'âge de quatre ans, Taylor Cain écrit une chanson de Noël pour qu'ils la chantent en harmonie à trois voix.
Tous les trois sont scolarisés à domicile jusqu'à l'adolescence, pour finalement fréquenter leur lycée public local. Après le lycée, les frères et sœurs fréquentent tous l'université de Troy en Alabama.
En 2012, le trio participe à un concours organisé par le chanteur-parolier Dave Barnes. Après la victoire, ils quittent leurs emplois et déménagent à Nashville.
CAIN signe avec le label Provident Label Group, sortant son premier EP début 2020. Peu de temps après sa sortie initiale, l'EP enregistre plus de 2,5 millions d'écoutes et les amène à figurer dans les charts des radios chrétiennes. Le single Rise Up (Lazarus) devient un hit du top 10, atteignant finalement la première place du classement Airplay de Billboard ;  le morceau passe quatre semaines en tête du palmarès radio sur Billboard Audience. Le groupe enregistre également une version de Rise Up (Lazarus) avec Zach Williams.
CAIN est nommé pour le meilleur nouvel artiste de l'année aux We Love Christian Music Awards en 2021 et, après nomination, remporte le K-Love 2021 Fan Award pour Breakout Single pour la chanson Rise Up (Lazarus), ainsi que la tête d’affiche de leur propre tournée nationale en 2023. La tournée Live In Color de CAIN met également en vedette David Leonard et Katy Nichole avec 33 villes réservées pour des salles de petite et moyenne taille à l'automne 2023. Le groupe doit apparaître avec Chris Tomlin lors du Holy Forever Tour début 2024.

## Discographie

### Albums studios
| Titre       | Détails de l'album                                                                  | Meilleur classement | Certifications | Ventes d'albums |
| Titre       | Détails de l'album                                                                  | US Christ.          | Certifications | Ventes d'albums |
| ----------- | ----------------------------------------------------------------------------------- | ------------------- | -------------- | --------------- |
| Rise Up     | - Date de sortie : 7 mai 2021 - Étiquette : Provident, Sony - Formats : CD, DL      | 9                   |                |                 |
| Jesus Music | - Date de sortie : 13 octobre 2023 - Étiquette : Provident, Sony - Formats : CD, DL | ?                   | ?              | ?               |

### EP
- Cain (Independant, 2015)[réf. nécessaire]
- Cain ( Provident, 2020)[13],[14]
- Wonderful (Provident, 2021)[15]
- Honest Offering (Provident, 2023)[16]

### Singles
| Single                                                             | Année | Meilleur classement | Meilleur classement | Certifications | Album             |
| Single                                                             | Année | US Christ.          | US Christ. Air.     | Certifications | Album             |
| ------------------------------------------------------------------ | ----- | ------------------- | ------------------- | -------------- | ----------------- |
| Rise Up (Lazarus)                                                  | 2020  | 4                   | 1                   | - RIAA: Gold   | Rise Up           |
| Never Lost (avec Essential Worship; Elevation Worship cover)       | 2020  | —                   | —                   |                | single hors album |
| Great Things (avec Essential Worship; Phil Wickham cover)          | 2020  | —                   | —                   |                | single hors album |
| Celebrate Me Home (Kenny Loggins cover)                            | 2020  | —                   | 10                  |                | single hors album |
| There was Jesus (Zach Williams & Dolly Parton cover)               | 2020  | —                   | —                   |                | single hors album |
| Egypt (with Essential Worship; Bethel Music and Cory Asbury cover) | 2021  | —                   | —                   |                | single hors album |
| Yes He Can                                                         | 2021  | 5                   | 1 ,                 |                | Rise Up           |
| Wonderful (avec Steven Curtis Chapman)                             | 2021  | 18                  | 4                   |                | Wonderful (EP)    |
| The Commission                                                     | 2021  | 2                   | 4                   |                | Rise Up           |
| Desert Road (avec Casting Crowns)                                  | 2022  | 22                  | —                   |                | single hors album |
| I'm So Blessed                                                     | 2022  | 3                   | 8                   |                | Rise Up           |
| (Christmas) Baby, Please Come Home (featuring Ben Fuller)          | 2022  | —                   | 9                   |                | single hors album |
| Praise opens Prison Doors                                          | 2023  | 40                  | —                   |                | Honest Offering   |
| Any More                                                           | 2023  | 13                  | 15                  |                | Jesus Music       |
| Honest Offering/I Surrender                                        | 2023  | —                   | 43                  |                | Honest Offering   |

## Récompenses et nominations

### American Music Awards
| Année | Nomination | Prix                                       | Résultat   |
| ----- | ---------- | ------------------------------------------ | ---------- |
| 2021  | Cain       | Artiste favori - Inspiration contemporaine | Nomination |

### GMA Dove Awards
| Année | Nomination | Prix                                       | Résultat   |
| ----- | ---------- | ------------------------------------------ | ---------- |
| 2021  | Cain       | Révélation de l'année                      | Nomination |
| 2022  | Rise Up    | Album pop/contemporain de l'année          | Nomination |
| 2022  | Wonderful  | Album de Noël/événement spécial de l'année | Nomination |